# Abrohom Gabriel Sowmy
Abrohom Gabriel Sowmy (Syrisch: ܐܒܪܗܡ ܨܘܡܐ) (Midyat (Turkije),1911 of 1913 – São Paulo, 13 november 1996) was een Assyrische schrijver en historicus.
Sowmy was een van de eersten die de Dode Zee-rollen in verband bracht met de Essenen van Qumran. Deel uitmakend van de Aramese diaspora in Brazilië was hij betrokken bij de bouw van de eerste Syrisch-orthodoxe kerk aldaar en schreef hij de Mardutho d suryoye over de cultuur en historie van de Assyriërs.

## Biografie
Sowmy werd geboren in Midyat, een stad in Zuidoost-Turkije, tegen de Syrische grens. Onder dreiging van de Assyrische en Armeense genocide in 1915 werden hij en zijn twee jaar oudere broer Iskander door hun vader begin dat jaar naar hun oom in de stad Adana gestuurd. Niet lang daarna, op 7 juli 1915, werd Midyat onder de voet gelopen door de Ottomanen. De achtergebleven gezinsleden (beide ouders, drie oudere broers en een zus) overleefden de aanval niet.
Via een omweg belandden Abrohom en zijn broer pas in 1919 in Adana, en kwam daar terecht in het Syrisch-orthodoxe weeshuis van Adana. Hij leerde hier Syrisch van de monnik Philoxenos Yuhanon Dolabani, de later metropoliet van Mardin. Toen de school in 1922 gedwongen werd te verhuizen naar Beiroet, verhuisde Sowmy mee, en werd daar leerling van Isaac Armalet. Vanaf begin 1923 woonde hij in Jeruzalem, waar hij de Syrisch-orthodoxe Sint Marcuskerk bezocht, en in 1943 als ingenieur afstudeerde. Hij had inmiddels een zekere reputatie op het gebied van Assyrische geschiedenis, en wordt genoemd als één van de eersten die na de vondst van de Dode Zee-rollen in 1947 de rollen in verband bracht met de Essenen van Qumran.
In 1949 emigreerde hij met zijn vijf maanden oude zoon Peter naar Brazilië, waar hij betrokken was bij de bouw van de eerste Syrisch-orthodoxe kerk in het land in 1958, opgedragen aan Johannes de Doper.
Tussen 1967 en 1990 schreef Sowmy een elfdelig werk, getiteld Mardutho d suryoye over de cultuur en historie van de Assyriërs. Sowmy schreef daarnaast ook verschillende andere werken in het Syrisch, waaronder gedichten.

## Varia
- Ter gelegenheid van zijn 100ste geboortejaar publiceerden zijn zonen Aniss en Peter Sowmy in 2013 een biografie over Sowny.[9]